# Stazione di Borghetto Santo Spirito
La stazione di Borghetto Santo Spirito è una fermata ferroviaria posta lungo la linea Genova-Ventimiglia, al servizio dell'omonimo comune.
RFI classifica la stazione come bronze.

## Movimento
La stazione è servita da una ventina di treni regionali svolti da Trenitalia nell'ambito del contratto di servizio stipulato con la Regione Liguria.